# Eilema nigripoda
Eilema nigripoda là một loài bướm đêm thuộc phân họ Arctiinae, họ Erebidae.